# Draft (groupe)
Pour les articles homonymes, voir Draft.
Draft est un groupe de screamo et punk hardcore français, originaire du Havre, en Seine-Maritime. Le groupe est formé en 1999 et publie une démo, intitulée Stockholm Syndrome en 2002. Le groupe donne son dernier concert le 5 novembre 2010.

## Biographie
Draft est formé en 1999 au Havre, en Seine-Maritime. Après une démo, intitulée Stockholm Syndrome sortie en 2002, et avoir gagné la première place au tremplin Onde de Choc de Roadrunner Records, le groupe sort en 2006 son premier album Slow-Motion Suicide chez les Disques du Hangar 221 et Overcome Records,. L’accueil de la presse est unanime[réf. nécessaire], les chroniques émergent de toutes parts, quelques titres se faufilent dans les samplers des magazines et les passages radios se font de plus en plus fréquents. Draft se produira à travers l’Europe de l’Ouest, avec plus de 150 concerts au compteur. 
Ils enregistrent en mai 2009 Harmonic Distortion, second album s’imposant comme une suite plus aboutie et mûre de ce qu’ils avaient pu livrer jusqu'alors. L'album sort le 6 mars 2010 notamment sur Emergence Records, Les Disques du Hangar 221, OrchidScent, et Dv’s Records. Ils remportent le tremplin Hellfest en avril 2010 qui leur permet de participer au festival metal français, et le groupe donne son dernier concert le 5 novembre 2010.

## Discographie
- 2000 : Eponyme (démo)
- 2002 : Stockholm Syndrome (EP)
- 2003 : Emotionnal Collapse and Empty Bottles (démo)
- 2006 : Slow-Motion Suicide
- 2010 : Harmonic Distortion

## Membres
| Derniers membres - Matthieu Lechevallier - guitare (1999-2010) - Yann Lemaistre - basse (2002-2010) - François Hallot - batterie (2002-2010) - Michael Leclère - chant (2009-2010) - Mickaël Rio - guitare (2009-2010) | Anciens membres - Kevin Bolliet - basse (1999-2002) - John Monville - batterie (1999-2001) - Sébastien Gest - batterie (2001-2002) - Jean-Marc Souris - chant (1999-2008) |

Timeline